# Embraer EMB 121 Xingu
Embraer EMB 121 Xingu (произносится как «Шингу»), — турбовинтовый самолёт с неподвижным крылом, построенный бразильским авиастроительным конгломератом Embraer. Дизайн самолёта основан на EMB 110 Bandeirante. Использованы конструкции крыла и двигателей от EMB 110 Bandeirante, объединённые с полностью новым фюзеляжем. EMB 121 впервые поднялся в воздух 10 октября 1976 года. Может перевозить двух членов экипажа и до девяти пассажиров на рейсах средней дальности. Embraer EMB 121 Xingu получил название в честь реки Шингу. Лётные испытания прототипа Embraer EMB 121 Xingu были начаты 10 октября 1976 года, а 20 мая 1977 года в воздух поднялся первый предсерийный самолёт.

## Эксплуатанты
Бразилия
- Военно-воздушные силы Бразилии[4]

 Франция
- Военно-морские силы Франции[5]
- Воздушно-космические силы Франции[6][7]